# Ricky Fajrin
Ricky Fajrin Saputra (sinh ngày 6 tháng 9 năm 1995) là một cầu thủ bóng đá người Indonesia hiện tại thi đấu ở vị trí hậu vệ cho Bali United ở Liga 1.

## Sự nghiệp câu lạc bộ
Ricky bắt đầu sự nghiệp khi gia nhập Berlian Rajawali ở Liga Nusantara. Ngày 13 tháng 1 năm 2015, anh ký hợp đồng với Bali United để thi đấu ở Indonesia Super League 2015. Anh có màn ra mắt ngày 4 tháng 4 năm 2015, đá chính, và thất bại 2–1 trước Perseru Serui.

## Sự nghiệp quốc tế
Ricky từng đại diện Indonesia ở cấp độ U-19 ở Giải vô địch bóng đá U-19 châu Á 2014.
Anh có màn ra mắt quốc tế cho đội tuyển quốc gia ngày 21 tháng 3 năm 2017, trước Myanmar.